# 本特·霍尔姆斯特伦
本特·羅伯特·霍尔姆斯特伦（瑞典語：Bengt Robert Holmström，1949年4月18日—）是一名芬兰经济学家，现任麻省理工学院（MIT）保羅·森穆遜经济学教授（荣休）。2016年，他与奥利弗·哈特一同获得诺贝尔经济学奖。
霍尔姆斯特伦出生于芬兰赫爾辛基，属该国瑞典语少数族裔，本科毕业于赫尔辛基大学，随后他在斯坦福大学商学院获得了硕士与博士学位。他从1994年起于麻省理工学院担任教职。
霍尔姆斯特伦最主要的贡献在于委托代理制度，尤其是契约理论和激励制度在现代公司治理中的运用，以及相关理论在解决金融危机中流动性问题上的应用。